# Kralj Matjaž in vile
Kralj Matjaž in vile je slovenska zgodovinska ljudska pripovedka iz okolice Ormoža. Objavljena je bila v Cicibanu (2002/03) in še v knjigi Kralj Matjaž, ki jo je napisal Milko Matičetov.

## Vsebina
Pripovedka govori o kralju Matjažu. Nekega dne je ukazal posekati velike gozdove, ki so bili polni zveri, da bi ljudje lažje živeli. Njegovi vojaki so vzeli sekire in sledili kraljevim navodilom. Sekali so drevo za drevesom, dokler niso prišli do Svete gore. Tam so rasla mogočna drevesa in pod njimi je tekel studenec.  Nihče od vojakov si ni upal sekati dalje. Kralj Matjaž jih je priganjal, naj sekajo, a oni so se bali vil, ki so živele med tistimi drevesi. Kralj Matjaž je vzel sekiro in zasekal v  prvo jelšo. Sekire ni mogel več izdreti. Gora se je razprla in zagrnila kralja Matjaža in njegove vojake. Pripovedka pripoveduje, da jih ni ubila, naredila se je votlina in še danes spijo v njej. Pripovedka tudi pravi, da vsakih sto let prileti mimo zlata ptica in kliče. Takrat se kralj Matjaž prebudi in posluša. Ko ptica odleti, spet zaspi nazaj. Šele takrat, ko bomo res potrebovali kralja, se bo Matjaž prebudil in se vrnil z vso svojo vojsko. In [[vile] mu bodo pomagale in hodile z njim.

## Interpretacija pripovedke
V pripovedki se nahajajo motivi odločnosti (ko hoče kralj Matjaž na vsak način posekati gozd) in motiv odpuščanja (vile bodo nekega dne odpustile kralju in mu pomagale). Osrednji motiv je motiv kralja, ki je odločen, pravičen in na vsak način hoče pomagati ljudem. Prisoten je tudi motiv vil, ki najprej kaznujejo kralja Matjaža, nato pa mu, ko rabi pomoč, odpustijo in pomagajo. Ideja pripovedke je, da tudi če nekomu storiš hudo, ti bo nekoč odpustil in ti pomagal, kot so to storile vile.  Pripovedka je napisana na preprost način, z ljudskim jezikom. Posredno je znan čas in kraj - čas, ko je živel kralj Matjaž in pa slovenski kraji.

## Osebe
- kralj Matjaž
- vojaki
- vile

Glavna oseba
V tej prpovedki je glavna oseba kralj Matjaž, ki je prikazan kot dober in pravičen kralj. Vedno je hotel dobro ljudem, zato je tudi vojakom naročil naj posekajo gozdove, ker so bile v njih zveri. Prikazan je tudi kot pogumen in odločen, saj ni hotel odnehati. Zdaj spi, a ko ga bo svet potreboval, se bo prebudil in prišel s svojo vojsko pomagat ljudem.
Stranske osebe
Stranske osebe v pripovedki so vojaki in vile. Vojaki so strahopetni in boječi. Ko pridejo do velikih dreves in Svete gore ne upajo več naprej, tudi ko jim kralj ukaže. So pa tudi zvesti, saj ne zbežijo proč, ampak ostanejo s svojim kraljem. 
Vile v pripovedki so ogrožene saj vojaki sekajo njihov dom, zato se jim maščujejo tako, da vojake Sveta gora pokoplje pod sabo. Pripravljene pa so kralju Matjažu odpustiti - ko jih bo rabil, mu bodo pomagale, pa čeprav jim je storil hudo.

## Seznam virov, kjer se pojavljajo pripovedke o kralju Matjažu
- 'Madžarske pravljice o kralju Matjažu, prevod Gabriella Gaal, založba ONEJ, 1999 Murska Sobota
- Zmago Šmitek, Moč ti je dana, slovenske pripovedi o junakih in slovenskih osebnostih, Didakta, 2005  Radovljica
- Kristina Brenk, Babica pripoveduje: slovenske ljudske pravljice, Mladinska knjiga, 1967 Ljubljana
- Kristina Brenk, Križ kraž kralj Matjaž, Mladinska knjiga, 1964 Ljubljana (otroške ljudske pesmice)
- Dušan Čater,  Kralj Matjaž, Littera, 1996 Ljubljana
- Dušica Kunaver, Slovenske ljudske pripovedke, samozaložba D. Kunavere, 1999 Ljubljana
- Danica Š. Novosel, Kralj matjaž in sol, Slovenska knjiga, 2003 Ljubljana